# Пяртус
Пяртус — река в России, протекает в Вологодской области, в Нюксенском районе. Устье реки находится в 18 км по правому берегу реки Светица. Длина реки составляет 13 км.
Исток Пяртуса находится в 14 км к северо-востоку от села Городищна рядом с нежилой деревней Половники. Течёт по лесам сначала на юго-запад. Населённых пунктов по берегам и крупных притоков нет.

## Данные водного реестра
По данным государственного водного реестра России относится к Двинско-Печорскому бассейновому округу, водохозяйственный участок реки — Северная Двина от начала реки до впадения реки Вычегда, без рек Юг и Сухона (от истока до Кубенского гидроузла), речной подбассейн реки — Сухона. Речной бассейн реки — Северная Двина.
По данным геоинформационной системы водохозяйственного районирования территории РФ, подготовленной Федеральным агентством водных ресурсов:
- Код водного объекта в государственном водном реестре — 03020100312103000009296
- Код по гидрологической изученности (ГИ) — 103000929
- Код бассейна — 03.02.01.003
- Номер тома по ГИ — 03
- Выпуск по ГИ — 0